# جیمز وارد بیرکت
جیمز وارد بیرکِت (انگلیسی: James Ward Byrkit) یک فیلم‌نامه‌نویس و کارگردان فیلم اهل ایالات متحده آمریکا است.
از فیلم‌ها یا مجموعه‌های تلویزیونی که وی در آن‌ها نقش داشته است می‌توان به رنگو، جنگل و همدوسی اشاره نمود.
وی ایده‌پردازِ مجموعه‌فیلم‌های دزدان دریایی کارائیب هم بوده است و برخی از سکانس‌های بیادماندنی این فیلم‌ها، از ایده‌ها و طراحی‌های وی برآمده است..